# Май-Брит Мосер
 Май-Брит Мосер (на норвежки: May-Britt Moser) е норвежка биоложка и психоложка. Носител на  Нобелова награда за физиология или медицина (2014 г.).

## Биография
Родена е на 4 януари 1963 година във Фоснавог, Норвегия. През 1990 година завършва психология, а през 1995 година защитава докторат по неврофизиология в Университета на Осло. Работи в областта на невронауката в сътрудничество със съпруга си Едвард Мосер, заедно с когото открива невроните за място.
През 2014 година двамата, заедно с Джон О'Кийф, получават Нобелова награда за физиология или медицина „за тяхното откритие на клетки, образуващи позиционираща система в мозъка“.
Двамата съпрузи Мосер съобщават през 2016 г., че се развеждат.